# BSC Brunsbüttel
Der BSC Brunsbüttel ist ein Sportverein aus Brunsbüttel im Kreis Dithmarschen. Die erste Fußballmannschaft nahm einmal am DFB-Pokal teil.

## Geschichte
Der Verein wurde am 21. April 1967 gegründet. Damals fusionierten die Fußballabteilungen der Vereine TSV Brunsbüttelkoog, BSV Brunsbüttel und VfB Brunsbüttelkoog zum heutigen BSC. Bedeutendster Vorgängerverein war der TSV Brunsbüttelkoog, der neun Jahre lang in der höchsten Amateurliga Schleswig-Holsteins spielte.
Gleich im ersten Jahr nach der Fusion gelang der Aufstieg in die Landesliga Schleswig-Holstein. Im Jahre 1970 wurde der BSC Dritter hinter dem SV Friedrichsort und dem Heider SV und qualifizierte sich für die Deutsche Amateurmeisterschaft. Im Achtelfinale konnte sich der BSC zwar gegen Union Böckingen durchsetzten, dafür scheiterte die Mannschaft im Viertelfinale am FV Eppelborn. Drei Jahre später wurden die Brunsbütteler Vizemeister hinter der punktgleichen Mannschaft von Flensburg 08 und zog in die Aufstiegsrunde zur Regionalliga Nord ein. Dort gelang dem BSC mit einem 5:2 über die SpVgg Preußen Hameln nur ein Sieg.
Im Jahre 1974 verpasste die Mannschaft die Qualifikation für die neu geschaffene Oberliga Nord und stieg zwei Jahre später überraschend ab. Nach dem sofortigen Wiederaufstieg wurde der BSC 1981 durch einen 4:2-Sieg über den TSV Kappeln schleswig-holsteinischer Pokalsieger. In der ersten Runde des DFB-Pokals mussten die Brunsbütteler beim Bundesligisten Eintracht Frankfurt antreten. Der vom BSC vorgeschlagene Tausch des Heimrechts scheiterte daran, dass die Frankfurter eine Garantiesumme von 35.000 Mark verlangten. Vor 3.000 Zuschauern unterlag der BSC in Frankfurt mit 1:6. 
1982 wurde der BSC Vizemeister und erreichte die Aufstiegsrunde zur Oberliga, wo es nur zum letzten Platz reichte. Da sich der Verein zu dieser Zeit hoch verschuldete, ging es Mitte der 1980er steil bergab. Zwei Abstiege in Folge brachten den Verein 1987 in die Bezirksliga. In den folgenden Jahren wurde der BSC zu einer Fahrstuhlmannschaft zwischen der Verbands- und Landes- bzw. Bezirksoberliga. Seit dem Aufstieg im Jahre 2009 spielte die erste Mannschaft in der Verbandsliga Nordwest und qualifizierte sich 2017 für die neu geschaffene Landesliga Holstein.